# Jest krew...
Jest krew... – zbiór nowel autorstwa Stephena Kinga opublikowany w 2020 roku. Polskie wydanie ukazało się nakładem wydawnictwa Prószyński i S-ka w tym samym roku.

## Spis opowiadań
Zbiór składa się z poniższych nowel:
- Telefon pana Harrigana (Mr. Harrigan's Phone)
- Życie Chucka (The Life of Chuck)
- Jest krew... (If It Bleeds)
- Szczur (Rat)